# Третяк Василь Якович
Третя́к Васи́ль Я́кович (6 грудня 1926, село Комарівка, Рильського повіту Курської губернії — 16 квітня 1989, Київ) — український радянський співак (драматичний тенор), Народний артист СРСР (1980). Народний артист Української РСР (1967).

## Біографія
Народився 6 грудня 1926 року на Східній Слобожанщині, в селі Комарівці (тепер Кореневського району Курської області). Газета «День» так пише про його дитинство:
|  | У житті видатного українського співака Василя Третяка було немало парадоксів. Зокрема, тільки його одного з української багатодітної сім'ї записали росіянином, оскільки народився він у Курській області. Однак у дитячому віці майбутній артист опинився на Полтавщині, і далі все його життя було тісно пов'язаним з Україною. |

Член КПРС з 1952 року. У 1953–1958 роках навчався в Харківській консерваторії у класі професора Т. Веске.
У 1958–1962 роках — соліст Молдавського, в 1962–1989 роках — Київського оперних театрів. Драматичний тенор.
З 1976 по 1989 рік — викладач Київської консерваторії (з 1985 року — доцент). Серед учнів — М. Дідик, В. Рева, В. Полторак, І. Ткаченко.
Нагороджений орденом Трудового Червоного Прапора, медалями.

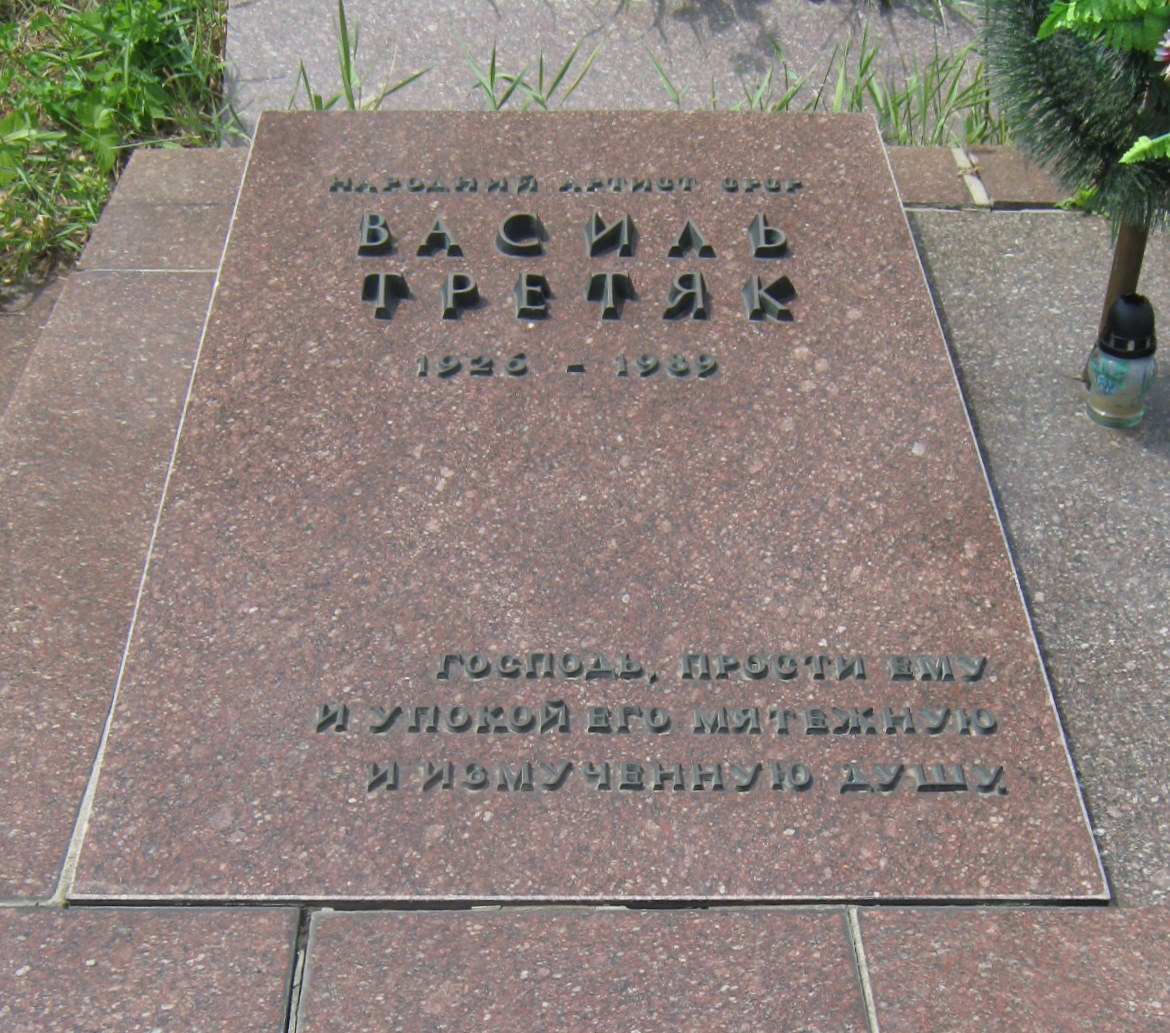
Могила Василя Третяка

Помер 16 квітня 1989 року. Похований в Києві на Байковому кладовищі (ділянка № 52).
Батько Миколи Третяка (нар. 1967), українського оперного режисера.

## Творчість
Коронні оперні партії:
- Отелло («Отелло» Джузеппе Верді);
- Радамес («Аїда» Джузеппе Верді);
- Хозе («Кармен» Жоржа Бізе);
- Василь («Милана» Георгія Майбороди).

Інші партії:
- Рауль («Гугеноти» Джакомо Мейєрбера);
- Герман («Пікова дама» Петра Чайковського);
- Манріко («Трубадур» Джузеппе Верді);
- Сергій («Катерина Ізмайлова», Д. Шостаковича)…

Знімався в кіно («Катерина Ізмайлова», фільм-опера Д. Шостаковича). Записувався на радіо. Випускав грамплатівки.
Гастролював на Кубі, у Румунії, Польщі, Іспанії, Франції, Німеччині, Чехословаччині, Болгарії, Угорщині, Югославії та інших країнах